# 담티역
담티(수성대학·대륜)역(Damti(Susongdaehaq·Daeryun)Station, 丹替(壽城大學·大倫)驛)은 대한민국 대구광역시 수성구 달구벌대로에 있는 대구 도시철도 2호선의 역이다.

## 특징
부역명은 수성대·대륜이다. 만촌네거리를 지나서 동대구농협 만촌지점 인근 대구구치소 앞 삼거리 인근에 역이 위치하고 있다. 이 역의 2번 출구 인근에 수성대학교가 있으며, 인근에 대구구치소와 대구명복공원이 있다. 이 역에서 조금 더 지나 담티고개를 넘어가면 연호동, 가천동의 그린벨트 구간이 이어진다. 역 인근에 아파트와 학교들이 많고 시내버스 정류장과의 연계성도 비교적 나쁘지 않은 편이나, 대부분 학생들의 수요에 의존하고 있어서 위치에 비해 이용 빈도는 적은 편이다.

## 역명의 유래
담티라는 이름은 인근에 위치한 담티고개에서 유래된 이름이다. 대동여지도에서는 '대장현'(大墻峴)이라는 이름으로 등장하는데 이는 대구와 경산 사이에 위치한 고개가 마치 담장처럼 높다고 해서 붙여진 이름이다. 1700년대 초반부터 제작된 해동지도, 경주도회, 비변사인방안지도를 비롯한 여러 고지도에서는 '대장현'(大墻峴) 또는 '장현'(墻峴)이라고 표기되어 있으며 '원현'(垣峴), '담고개'라는 이름으로 부르기도 했다. 그 외에 일제강점기 시대에 대구와 경산 사이에 신작로를 만들기 위해 산을 뚫었는데 집과 집 사이의 담을 틔우듯이 산을 밀고 길을 만들었다고 해서 붙여졌다는 유래가 전한다.
이전의 역명은 담티(산대·대륜)역(담티(産大·大倫)驛)이었지만 대구산업정보대학이 수성대학교로 교명을 변경하면서, 산대를 수성대로 역명을 개정하였다. 대륜은 대륜중학교와 대륜고등학교의 약칭으로, 전국의 도시철도 역 중 유일하게 중고등학교 이름이 (부)역명으로 들어가 있다.

## 역 구조
1면 2선의 하얀색 기둥의 곡선 섬식 승강장이 있는 지하역이다. 스크린도어가 설치되어 있다. 곡선의 여파로 인해 승강장과 열차 사이의 단차가 있다.

## 역사
- 2005년 10월 18일 : 대구 도시철도 2호선 개통과 함께 영업 개시
- 2017년 5월 9일 : 스크린도어 설치

### 승강장
| 만촌 ↑   |
| 하 상 \| |
| ↓ 연호   |

| 상행 | ● 대구 도시철도 2호선 | 반월당·용산·문양 방면 |
| 하행 | ● 대구 도시철도 2호선 | 신매·사월·영남대 방면 |

- 승강장에서 반대 방향 열차로 갈아탈 수 있다.

## 역 주변
| 나가는 곳 | 방면 |
| --------- | --- |
| 1         | 만촌3동 남부시외버스터미널 |
| 2         | 만촌3동 행정복지센터 만촌119안전센터 소선여자중학교 금탑아파트 서한아파트 초원아파트 성좌아파트 청구매일아파트 신협 대구영광신협 본점 농협 동대구농협만촌지점 IM뱅크 만촌3동지점 새마을금고 남부새마을금고 본점 영남공업고등학교 대구혜화여자고등학교 수성대학교 |
| 3         | 대륜중학교 대륜고등학교 백진드라마빌 화성파크드림아파트 만촌우방1.2차아파트 만촌우방팔레스 한도아파트 한화꿈에그린아파트 만촌3동 |
| 4         | 만촌2동 대구구치소 장묘사업소 |

## 승차량 변동
| 노선  | 승차 인원 | 승차 인원 | 승차 인원 | 승차 인원 | 승차 인원 | 승차 인원 | 승차 인원 | 승차 인원 | 승차 인원 | 승차 인원 | 승차 인원 | 승차 인원 | 승차 인원 | 주석 |
| 노선  | 2005년    | 2006년    | 2007년    | 2008년    | 2009년    | 2010년    | 2011년    | 2012년    | 2013년    | 2014년    | 2015년    | 2016년    | 2017년    | 주석 |
| ----- | --------- | --------- | --------- | --------- | --------- | --------- | --------- | --------- | --------- | --------- | --------- | --------- | --------- | ---- |
| 2호선 | 2,402     | 2,880     | 3,010     | 3,036     | 3,139     | 3,205     | 3,324     | 3,529     | 3,776     | 3,533     | 3,498     | 3,529     |           |      |

## 인접한 역
| 대구 도시철도 2호선 | 대구 도시철도 2호선   | 대구 도시철도 2호선  |
| ------------------- | --------------------- | -------------------- |
| 235 만촌 문양 방면  | ● 대구 도시철도 2호선 | 237 연호 영남대 방면 |

## 같이 보기
- 대륜고등학교